# Oulad M'Rabet
Oulad M'Rabet (àrab أولاد امرابط) és una comuna rural de la província d'Essaouira de la regió de Marràqueix-Safi. Segons el cens de 2014 tenia una població total de 3.996 persones.